# Isleño
Isleño (liczba mnoga Isleños), (francuski: Îlois) po hiszpańsku dosłownie oznacza „wyspiarza”. Isleños to potomkowie hiszpańskich osadników pochodzących z Wysp Kanaryjskich, zamieszkujących Luizjanę, Kubę, Wenezuelę i Portoryko. Nazwa „wyspiarze” została im nadana dla odróżnienia ich od „półwyspiarzy” – mieszkańców kolonii urodzonych na półwyspie Iberyjskim. Z czasem kasta „wyspiarzy” wykształciła swoje poczucie odrębności od reszty ludności zamieszkujących zamorskie terytoria Hiszpanii, proces ten miał miejsce przede wszystkim na terenie Luizjany.
W Ameryce Łacińskiej nadal rozróżnia się Hiszpanów pochodzących z Wysp Kanaryjskich od tych z Półwyspu Iberyjskiego. Oprócz nazwy Isleños funkcjonuje także określenie „Canario” (czasem także „Isleño Canario”).

## Isleños w Luizjanie
W Luizjanie mianem Isleños określa się potomków osadników z Wysp Kanaryjskich, którzy przybyli do Ameryki w czasach gdy była ona pod kontrolą Hiszpanii, w latach 1778–1783. Przybysze osiedlili się nieopodal Nowego Orleanu na terenach dzisiejszego St. Bernard Parish. Używali oni archaicznego, wiejskiego dialektu języka kastylijskiego. Jako że przez bardzo długi czas pozostawali w izolacji ich dialekt i tradycje przetrwały. Do dzisiaj część Isleños mówi po kastylijsku z akcentem charakterystycznym dla mieszkańców Wysp Kanaryjskich, który jest bardzo podobny do tego używanego przez ludność hiszpańskojęzyczną na Karaibach.
Pozostają także w kontaktach ze swoją dawną ojczyzną, między innymi poprzez coroczny festiwal ludowy „Caldo” na który przyjeżdżają mieszkańcy Wysp Kanaryjskich. Po niszczycielskim huraganie Katrina, rząd Wysp Kanaryjskich wspomógł finansowo odbudowę muzeum Isleños w St. Bernard Parish.
Społeczności Isleños, oprócz wymienionego wyżej St. Bernard Parish zamieszkują także Valenzuelę, Baratarię i Galveztown oraz tereny wokół nich. Zarówno Valenzuela, Barataria, Galveztown, jak i St. Bernard Parish znajdują się na terenie Luizjany.

## Isleños w Portoryko
Pierwsza fala migracji z Wysp Kanaryjskich do Portoryko miała miejsce w 1695, po niej zaś nastąpiły następne w latach – 1714, 1720, 1731 i 1797. Liczba osadników jest bardzo trudna do oszacowania, wielu uczonych uważa jednak że stanowili oni znaczną część chłopstwa w Portoryko. Zasiedlali oni także Kubę.
Według danych w latach 70. XIX wieku z Wysp Kanaryjskich do Ameryk udawało się około 2000 ludzi rocznie. Nawet po utracie Portoryko przez Hiszpanię na rzecz USA w wyniku wojny amerykańsko-hiszpańskiej pod koniec XIX wieku na wyspę przybywali kolejni osadnicy z Wysp Kanaryjskich. W Portoryko nie wykształciło się jednak poczucie odrębności wśród Isleños. Wymieszali się z innymi hiszpańskojęzycznymi kolonistami, na skutek braku izolacji, jaka miała miejsce w Luizjanie. Ich obecność widać w kulturze dzisiejszych mieszkańców Portoryko – przede wszystkim w języku i zwyczajach ludowych.